# Benedek Elek (kanonok)
Benedek Elek, Alexius Benedek (Zenta, 1800. július 11. – Zenta, 1887. január 2.) kalocsai egyházmegyei tiszteletbeli kanonok és címzetes apát.

## Élete
Pappá szenteltetett 1824. október 21-én. Több évi káplánkodás után 1838-ban a kalocsai papnevelői nagyszeminárium lelki igazgatója, 1847-ben miskei, majd 1857-ben a zentai Szent István-templom plébánosa, 1858. november 11-én tiszteletbeli kanonok, majd 1863-ban apát lett.
1858-tól a zentai római katolikus iskolák igazgatói és tanfelügyelői tisztét is betöltötte. Mivel munkája során ráébredt, hogy a gyermekek számára hiányzik az óvoda által biztosított alapképzés, ezért 1863-ban az intézmény létrehozására adakozóívet nyitott, 1864-ben pedig hivatalosan úton is benyújtotta ezirányú kérelmét a városhoz. A képviselő-testület 1866. június 8-án kimondta a létesítésre vonatkozó határozatot, a felállítandó épület számára pedig Szegfű Ferenc városi főjegyző biztosította házának egy részét. Az intézmény Vajdaság területén a második óvoda volt. 
Benedek Elek apát-plébános sírja a zentai felsővárosi temetőben található.

## Munkái
Egyházi beszéde Bende József plébánosi beiktatásakor. Kalocsa, 1860